# Westside (serie televisiva)
Westside è una serie televisiva neozelandese creata da Rachel Lang e James Griffin per South Pacific Pictures. La serie è il prequel del telefilm andato in onda dal 2005 al 2010 Outrageous Fortune - Crimini di famiglia. È stata trasmessa dal 31 maggio 2015 al 16 novembre 2020 su Three.
Il 21 luglio 2018, la serie è stata rinnovata per una quinta stagione, composta da dieci episodi, trasmessa nell'estate 2019. Il 19 luglio 2019, la serie è stata rinnovata per una sesta ed ultima stagione, andata in onda nell'autunno 2020.

## Trama

### Prima stagione
La prima stagione è ambientata negli anni '70 e vede John Walker battere Rod Dixon nei 1500 metri ai Giochi del Commonwealth del 1974. Ogni episodio copre un anno, dal 1974 al 1979, con eventi come l'elezione di Muldoon, i giorni senza auto e la nascita della scena del punk rock ad Auckland.

### Seconda stagione
La seconda stagione è ambientata nel 1981 e segue lo Springbok Tour. La serie inizia con Rita che torna a casa dalla prigione per trovare la sua famiglia che è in rovina. Nel corso della serie, la banda di Ted cerca di rubare ai sudafricani in visita in Nuova Zelanda, impedendo loro di acquistare terreni, mentre Rita pianifica un lavoro contro lo sviluppatore Evan Lace.

### Terza stagione
La terza stagione è ambientata nel 1982 e si occupa delle conseguenze del lavoro di Evan Lace e del primo incontro di Wolf con la sua futura moglie, Cheryl.

## Episodi
| Stagione         | Episodi | Prima TV Nuova Zelanda |
| ---------------- | ------- | ---------------------- |
| Prima stagione   | 6       | 2015                   |
| Seconda stagione | 10      | 2016                   |
| Terza stagione   | 8       | 2017                   |
| Quarta stagione  | 10      | 2018                   |
| Quinta stagione  | 10      | 2019                   |

## Premi e riconoscimenti
C21's International Drama Awards
| Anno | Categoria                            | Candidato | Risultato  | Fonte |
| ---- | ------------------------------------ | --------- | ---------- | ----- |
| 2017 | Migliore serie televisiva drammatica | Westside  | Nomination | [ 3 ] |

New York Festivals International Film & TV Awards
| Anno | Premio                      | Categoria                               | Candidato                                                                               | Risultato | Fonte |
| ---- | --------------------------- | --------------------------------------- | --------------------------------------------------------------------------------------- | --------- | ----- |
| 2018 | Medaglia di bronzo mondiale | Programma di intrattenimento drammatico | Mark Beesley, James Griffin, Chris Bailey, Kelly Martin, Murray Keane and Michael Hurst | Vinto     | [ 4 ] |

New Zealand Television Awards
| Anno | Categoria                            | Candidato                                                | Risultato  | Fonte |
| ---- | ------------------------------------ | -------------------------------------------------------- | ---------- | ----- |
| 2017 | Migliore serie televisiva drammatica | Mark Beesley, Kelly Martin, Chris Bailey & James Griffin | Nomination | [ 5 ] |
| 2017 | Miglior attrice                      | Antonia Prebble                                          | Nomination | [ 5 ] |
| 2017 | Miglior attrice                      | Esther Stephens                                          | Nomination | [ 5 ] |

New Zealand Television Craft Awards
| Anno | Categoria               | Candidato                                           | Risultato  | Fonte |
| ---- | ----------------------- | --------------------------------------------------- | ---------- | ----- |
| 2017 | Miglior montaggio       | Allanah Bazzard                                     | Nomination | [ 6 ] |
| 2017 | Migliore colonna sonora | Steve Finnigan, Alan Kidd, Mike Bayliss, Carl Smith | Nomination | [ 6 ] |